# 氰戊菊酯
氰戊菊酯（英語：Fenvalerate）是一种拟除虫菊酯类杀虫剂，有2个手性碳原子，故有4种立体异构体，其中的SS-异构体（也称为顺式氰戊菊酯，Esfenvalerate）的杀虫效果最好，约占混合物的23%。